# Biłyj Bereh (obwód żytomierski)
Biłyj Bereh (ukr. Білий Берег) – wieś na Ukrainie, w obwodzie żytomierskim, w rejonie malińskim, nad Irszą. W 2001 roku liczyła 74 mieszkańców.